# 2,2,4,4-Tétraméthylpentane
Le 2,2,4,4-tétraméthylpentane est un hydrocarbure saturé de la famille des alcanes de formule C9H20. C'est l'un des isomères du nonane.